# 豊珠興産
株式会社豊珠興産（ほうしゅこうさん）は、東京都中央区に本社を置く、機械リース、外食産業、米菓の販売を中心とする会社。

## 概要
- 本社所在地: 東京都中央区銀座5-15-1
- 紀文食品のグループ会社[2]
- グループ内での機械リース、おでん料理「楽でん」イタリアン料理「キャボロカフェ」の運営、「米と炭」ブランドでの米菓販売を行っている。